# Park Royal & Twyford Abbey (metropolitana di Londra)
Park Royal & Twyford Abbey è una  stazione fantasma  della metropolitana di Londra della District line, ubicata sul tracciato dell'odierna Piccadilly line. La fermata, chiusa il 5 luglio 1931, si affacciava su Twyford Abbey Road, leggermente a nord della stazione di Park Royal tuttora aperta.
La stazione di Park Royal & Twyford Abbey venne inaugurata il 23 giugno 1903 dalla Metropolitan District Railway (l'odierna District Line); faceva parte di una nuova diramazione che correva da South Harrow a Rayners Lane, creata allo scopo di collegare la fiera della nascente Royal Agricultural Society a Park Royal. Tuttavia, nonostante la cospicua vicinanza all'area fieristica, lo scalo ebbe sempre un movimento passeggeri minimo e per questa ragione venne chiuso dopo pochi anni. La seconda parte della denominazione, inoltre, deriva dalla vicinanza alla Twyford Abbey.
L'attuale stazione di Park Royal fu aperta, in sostituzione della stazione chiusa, il 6 luglio 1931, nell'ambito dei lavori di estensione della Piccadilly Line da Hammersmith verso South Harrow; fu costruita più a sud in modo da permettere l'interscambio con la vicina Western Avenue (A40), che fu costruita e inaugurata nel 1920.
Sebbene il sito di Park Royal & Twyford Abbey si trovi oggi sul tracciato della Piccadilly line, va notato che la stazione non fu mai servita dai treni della Piccadilly in quanto questo tratto di linea passò dalla gestione della District line alla Piccadilly line il 4 luglio 1932, quasi un anno dopo la chiusura della stazione stessa.
La stazione era costruita prevalentemente in legno e quindi dopo la chiusura si deteriorò rapidamente. Il ponte ferroviario accanto al quale era ubicata è stato a sua volta ricostruito, e oggi della stazione non rimane alcuna traccia.